# Pisanica (gromada)
Pisanica – dawna gromada, czyli najmniejsza jednostka podziału terytorialnego Polskiej Rzeczypospolitej Ludowej w latach 1954–1972.
Gromady, z gromadzkimi radami narodowymi (GRN) jako organami władzy najniższego stopnia na wsi, funkcjonowały od reformy reorganizującej administrację wiejską przeprowadzonej jesienią 1954 do momentu ich zniesienia z dniem 1 stycznia 1973, tym samym wypierając organizację gminną w latach 1954–1972.
Gromadę Pisanica z siedzibą GRN w Pisanicy utworzono – jako jedną z 8759 gromad – w powiecie ełckim w woj. białostockim, na mocy uchwały nr 13/V WRN w Białymstoku z dnia 4 października 1954. W skład jednostki weszły obszary dotychczasowych gromad Laski Wielkie, Łoje, Makosieje, Pisanica  i Żydy ze zniesionej gminy Pisanica oraz obszary dotychczasowych gromad Czyńsze, Kucze, Stacze i Sypitki ze zniesionej gminy Wiśniowo Ełckie w tymże powiecie. Dla gromady ustalono 15 członków gromadzkiej rady narodowej.
1 stycznia 1972 do gromady Pisanica przyłączono wsie Golubka, Kulesze, Mikołajki, Wysokie i PGR Wysokie oraz część lasów Państwowych Nadleśnictwa Pisanica obręb Golubka o powierzchni 261,28 ha, obejmującą oddziały Nr Nr 171-181 ze zniesionej gromady Wysokie.
Gromada przetrwała do końca 1972 roku, czyli do kolejnej reformy gminnej.